# Bert Cameron
Bertland „Bert” Cameron (ur. 16 listopada 1959 w Spanish Town) – jamajski lekkoatleta, sprinter, wicemistrz olimpijski z Seulu w sztafecie 4 × 400 metrów oraz olimpijczyk z Moskwy i Los Angeles. W 1983 roku zdobył złoty medal na mistrzostwach świata w Helsinkach w biegu na 400 m.
Złoty medalista igrzysk Wspólnoty Narodów (bieg na 400 m, Brisbane 1982). Jest również srebrnym medalistą igrzysk panamerykańskich z San Juan oraz Indianapolis.
Trzykrotnie wybrany sportowcem roku na Jamajce (1981-1983).

## Rekordy życiowe
- bieg na 400 m – 44,50 (1988)